# Gardenia fosbergii
Gardenia fosbergii är en måreväxtart som beskrevs av Deva D. Tirvengadum. Gardenia fosbergii ingår i släktet Gardenia och familjen måreväxter. Inga underarter finns listade i Catalogue of Life.